# Махмадшои-Поён
Махмадшои-Поён, или Махмадшо (тадж. Маҳмадшои Поён) — село в районе Рудаки Республики Таджикистан. Входит в состав джамоата (сельской общины) Сарикишти района Рудаки.
Находится недалеко от г. Душанбе, на расстоянии 17 км от райцентра (пгт. Сомониён) и 1 км до джамотного центра (с. Махмадшои-Боло).
Население — 1927 чел. (2017).